# آشپزی اروپای شرقی

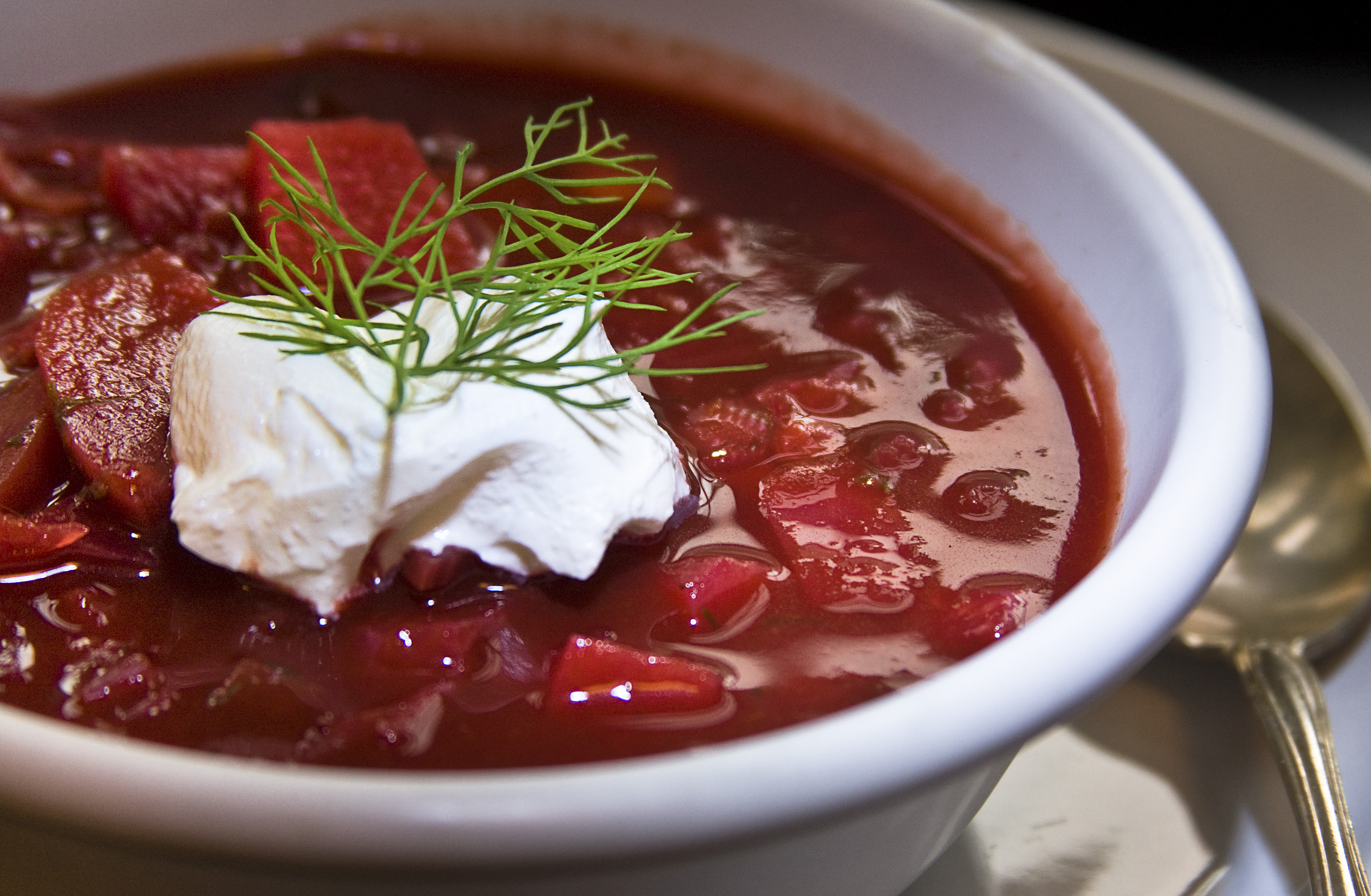
سوپ برش، یک سوپ حاوی چغندر است که در بسیاری از کشورهای اروپای مرکزی و شرقی یافت می‌شود

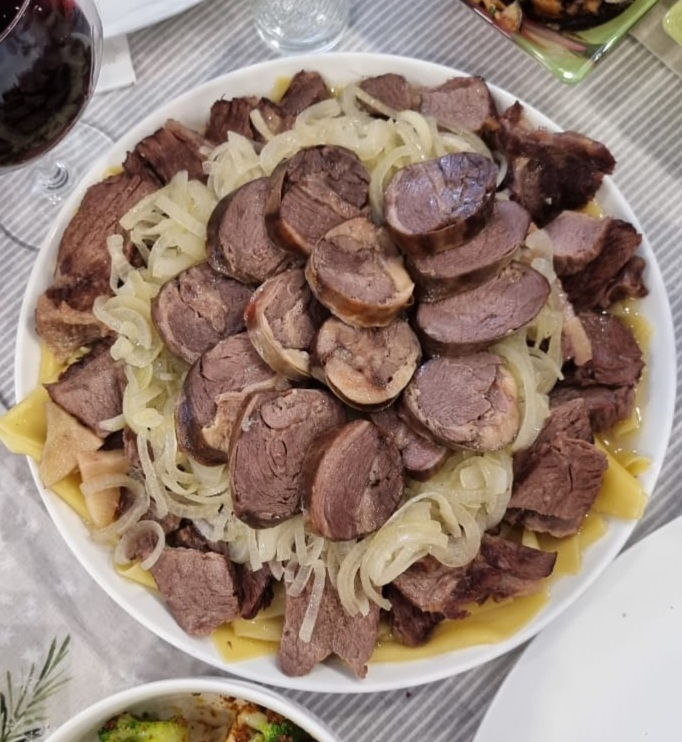
بشبارمک، یک ماکارونی سنتی قزاقستانی با گوشت اسب

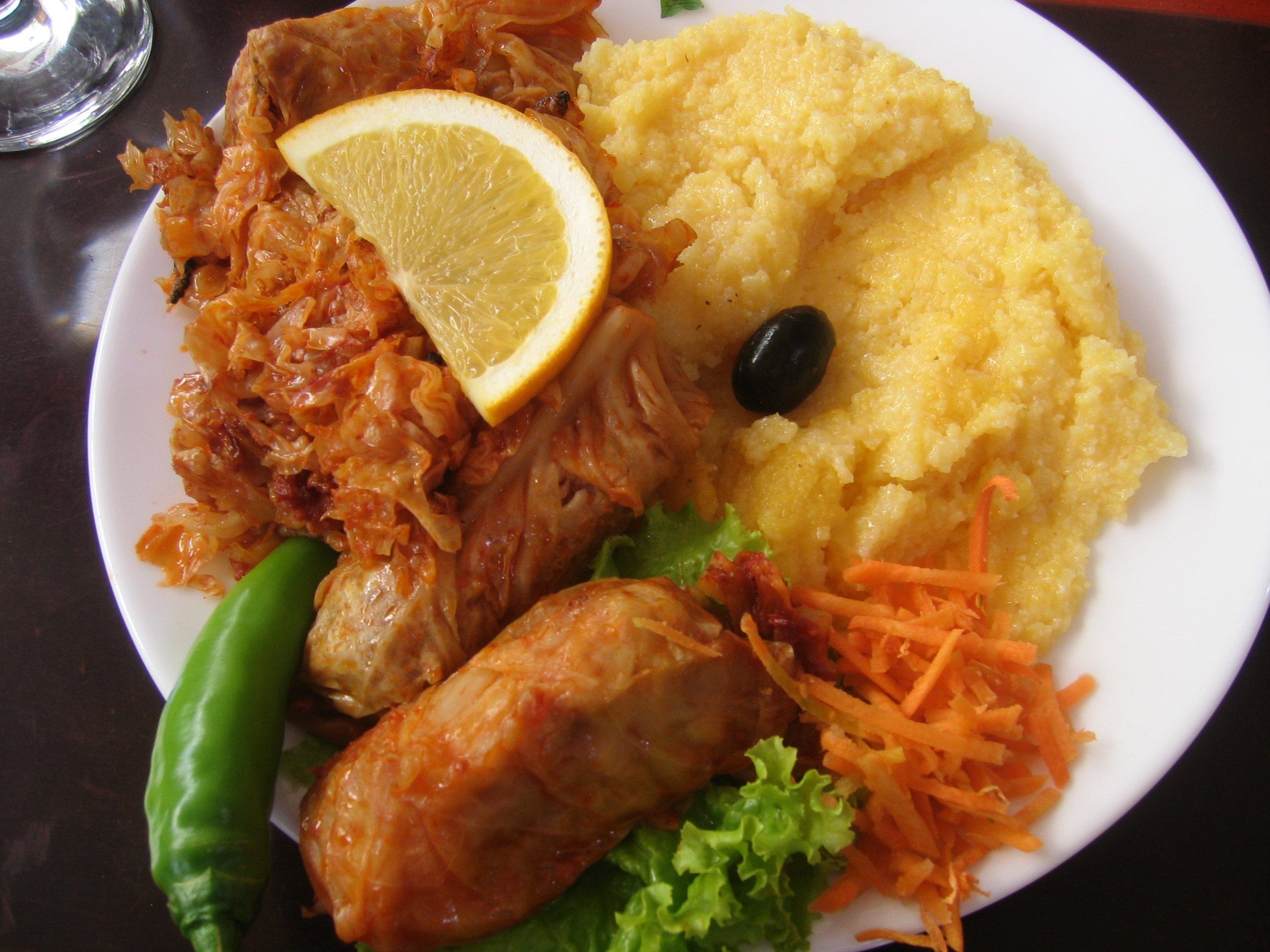
Sarma (دلمه کلم) و مامالیگا، محبوب در رومانی، مولداوی و سایر کشورهای اروپای شرقی

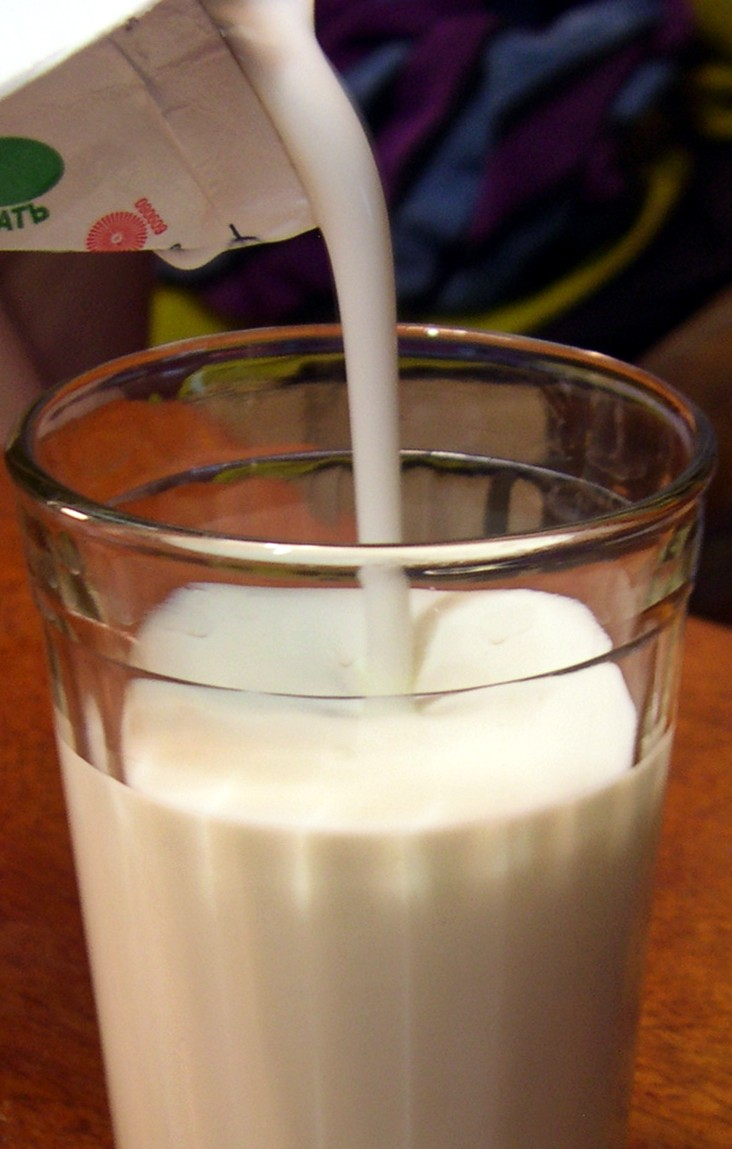
کفیر، یک نوشیدنی تخمیر شده از شیر است که منشأ آن منطقه قفقاز شمالی است.

آشپزی اروپای شرقی شامل بسیاری از فرهنگ‌ها، قومیت‌ها، زبان‌ها و تاریخ‌های اروپای شرقی است.
روش آشپزی این منطقه به شدت تحت تأثیر اقلیم منطقه قرار دارد و بسته به کشوری که دارد، متفاوت است. به عنوان مثال، اسلاوهای شرقی دشت اروپای شرقی (آشپزی اوکراینی آشپزی بلاروسی، آشپزی روسی) شباهت‌های زیادی با هم دارند.

## خصوصیات
آشپزی مهم اروپای شرقی با احیای سیاسی، اجتماعی و اقتصادی منطقه، پس از دوره‌های طولانی آشفتگی تاریخی، ارتباط تنگاتنگی دارند. "اینها آشپزی قابل توجهی هستند، که مواد اصلی آنها شامل تخم مرغ است که بیشتر در خمیرها و شیرینی‌ها استفاده می‌شود. انواع محصولات لبنی؛ غلات، از جمله چاودار، جو، گندم، گندم سیاه و ارزن، انواع سبزیجات؛ انواع ماهی (ماهی قزل آلا، پایک، کپور و شاه ماهی)، پرندگان و طیور (مرغ، اردک، غاز، کبک، بلدرچین، بوقلمون)؛ انواع گوشت قرمز مانند گوشت گوساله، گوشت گاو، گوشت خوک و گوسفند؛ و میوه‌های فراوان از جمله گلابی، آلو، گیلاس، تمشک، انار، خرما و انجیر مورد استفاده در این سبک آشپزی است.
شاخص تغذیه آشپزی سنتی به‌طور کلی کلسترول بالا، سدیم بالا و چربی بالا است.